# Adelshof Heisterman von Ziehlberg

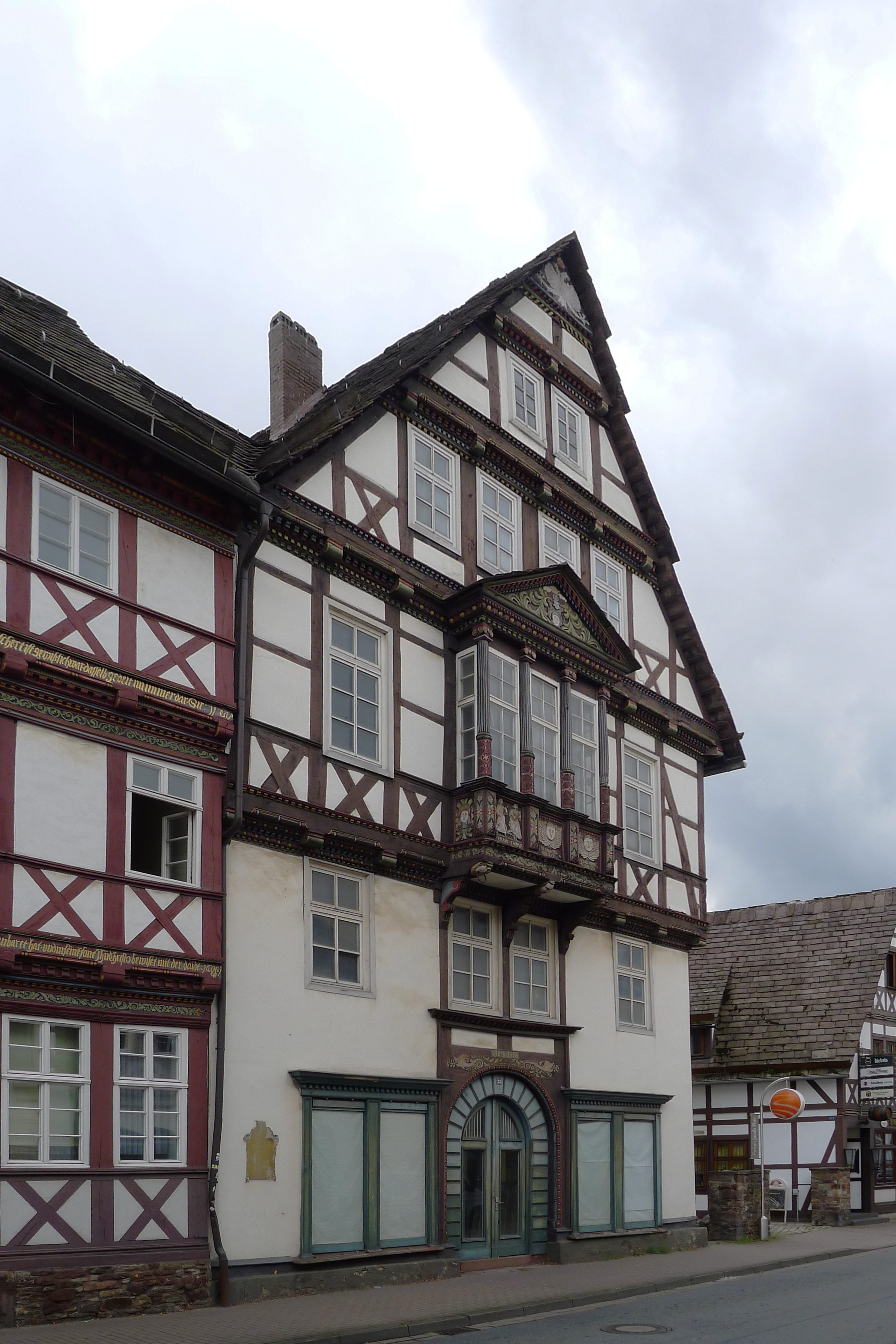
Tilly-Haus Höxter 2013

Der Adelshof Heisterman von Ziehlberg ist einer der großen Gebäudekomplexe in der Altstadt der ostwestfälischen Stadt Höxter in Nordrhein-Westfalen. Er gehört zu den Gebäuden im Stile der Weserrenaissance.
Der Hof besteht aus drei giebelständigen Fachwerkhäusern und einem Traufenbau. Das sogenannte Tillyhaus liegt direkt an der Westerbachstraße, die beiden anderen Häuser stehen weiter hofeinwärts. Der 1582 erbaute Adelshof ist ein Zeugnis der engen Beziehung zwischen Höxter und Corvey.

## Beschreibung
Das  Tillyhaus an der Westerbachstraße gehört mit seinem östlichen traufständigen Anbau mit zum ehemaligen Heisterman von Ziehlbergschen Hof. Es grenzt direkt an ein Hotel. Das Gebäude besteht aus drei Geschossen und hat einen zweigeschossigen Unterbau. Ein vorkragendes Stockwerk ist in die Fassade mit einem dreifenstrigen und reichgeschnitzten Erker integriert, der aus drei Holzkonsolen und vier Säulen mit ionischen Kapitellen besteht. Das Schnitzwerk an den Fensterbrüstungen am Erker zeigen Reliefs der antiken Musen Erato und Thalia, die für die Liebesdichtung und Komödie stehen. Die oberste Giebelspitze des Tillyhauses schließt mit dem Doppeladler der Habsburger ab.
Die beiden hofeinwärts stehenden Gebäude, die derzeit das Forum des jüdischen Malers Jacob Pins beherbergen, sind drei- bzw. zweigeschossig und firstparallel aneinander gebaut.

## Geschichte
Der Adelshof in der Westerbachstraße bestand vorher aus vier zum Teil zusammenhängenden Häusern, den beiden hofeinwärts stehenden Häusern und dem  Tillyhaus, dem als bürgerliches Eigentum erworbenen Eigenhof mit der Front zur Westerbachstraße.
Er wurde von der Abtei Corvey für Militär- und Verwaltungsaufgaben als Lehnshof verliehen. Die Baugeschichte des Adelshofs geht bis ins 13. Jahrhundert zurück, wie sich an dem später überbauten Steinhaus
mit seinem Treppengiebel ablesen lässt.
Im Jahr 1556 gelangte der Lehnshof für drei Jahrhunderte in Familienbesitz.
Mit dem ehemaligen Propsteihof des Stiftes Niggenkerken wurde 1582 der Corveyer Kanzler Johann Heisterman belehnt, der ihn 1610 vererbte. Für drei Jahrhunderte verblieb er im Besitz der 1652 geadelten Familie.
Während des Dreißigjährigen Krieges diente das Anwesen zeitweise dem Corveyer Abt
und seinem Hofstaat als Zuflucht.
In seinem spätmittelalterlichen Kern prägen das Bauwerk zahlreiche Umbauten des 16. bis 18. Jahrhunderts. Nach umfangreichen Sanierungsarbeiten beherbergt das Gebäude heute das Forum Jacob Pins. Das Museum zeigt die Werke des Künstlers und versteht sich als Ort der Erinnerung an die ehemaligen jüdischen Mitbürger.
Zu den beiden hofeinwärts liegenden Häusern des Lehnshofes kam im Jahr 1610 der direkt an der Westerbachstraße stehende Eigenhof (Tillyhaus) mit dem 1585 an der östlichen Seite grenzenden Anbau des traufenständigen Hauses.
In dem zum Adelshof gehörenden Tillyhaus bezog während des Dreißigjährigen Krieges Feldmarschall Tilly Quartier.
Der Gebäudebestand wurde im Laufe der Jahrhunderte immer wieder umgebaut und verändert. Das an das Tillyhaus grenzende traufenständige Haus wurde im 19. Jahrhundert ausgegliedert und verkauft.
1881 verkaufte die im 17. Jahrhundert geadelte Familie Heisterman von Ziehlberg den Hof. 1920 ging das Tillyhaus an die Stadt Höxter über.
Die beiden hofeinwärts stehenden Gebäude, die heute das Forum Jacob Pins beherbergen, wurden durch die 2008 abgeschlossene Restaurierung als Kulturdenkmal ausgebaut.
Auch das Tillyhaus soll durch die Einrichtung des Forums Anja Niedringhaus wieder einer neuen Nutzung zugeführt werden.
In den Jahren 2022–2023 wurde die Außenfassade des Tillyhauses saniert.

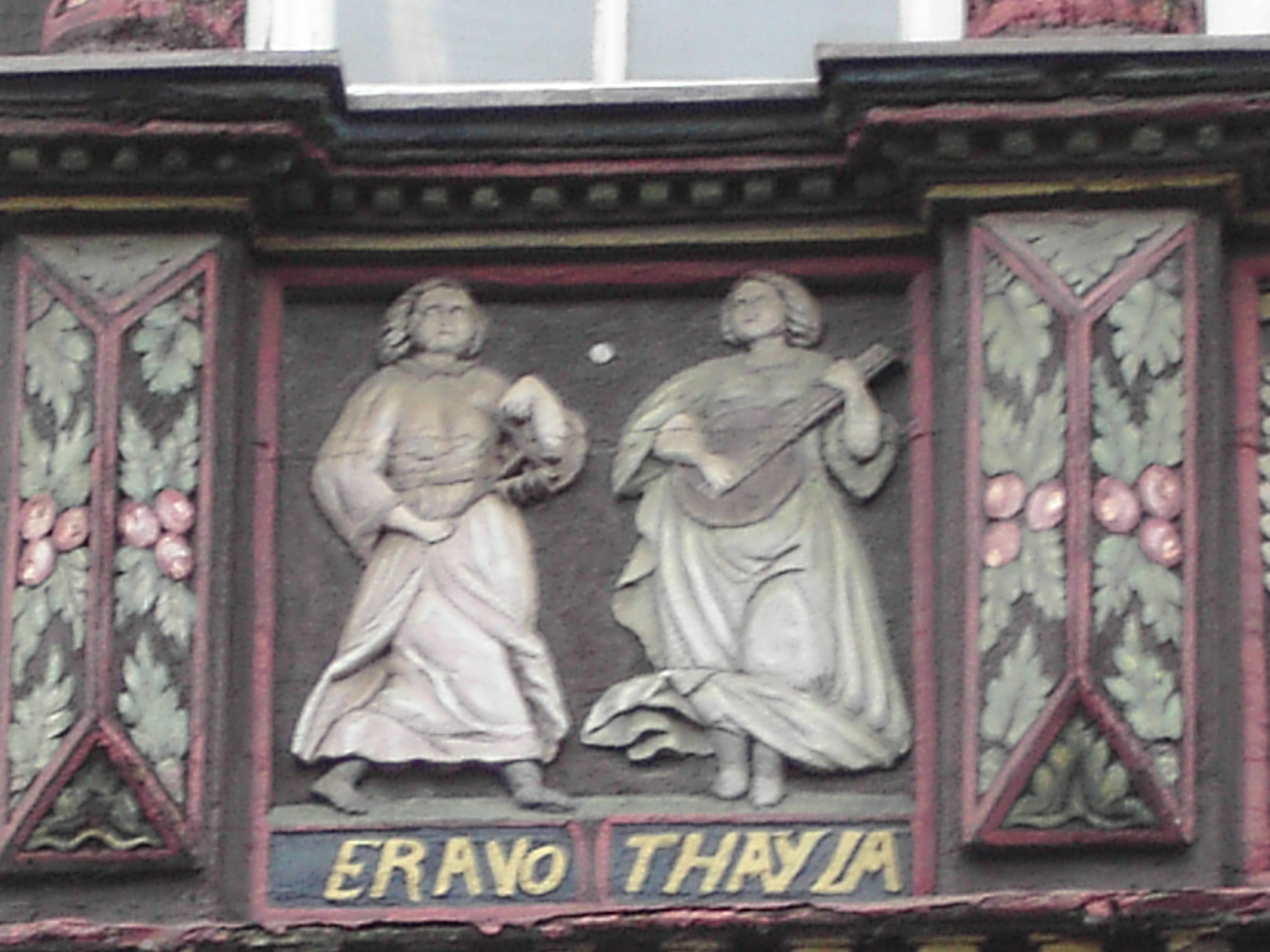
Tillyhaus Erker Eravo und Thayla 2007
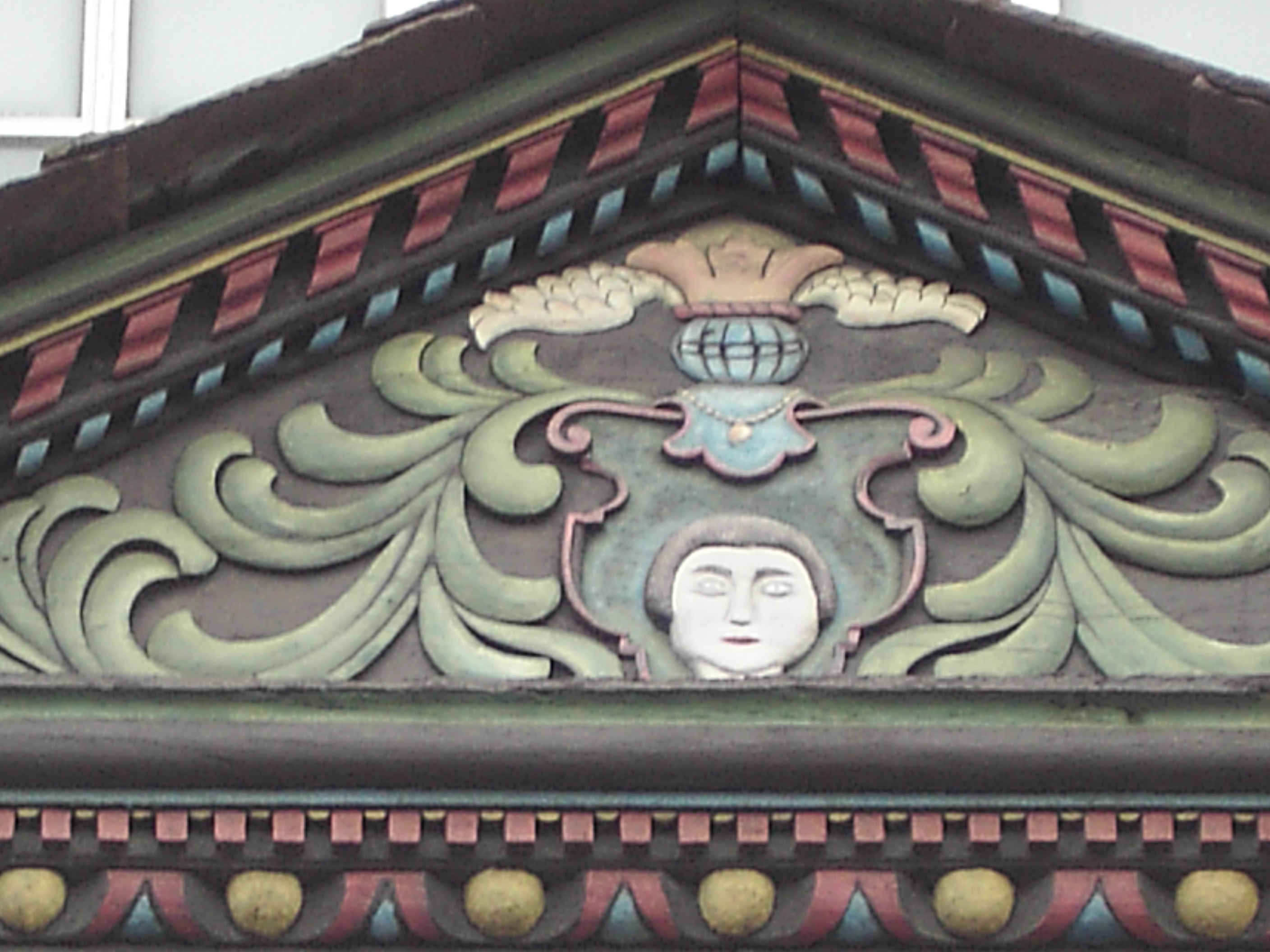
Tillyhaus Erker Giebelspitze 2007
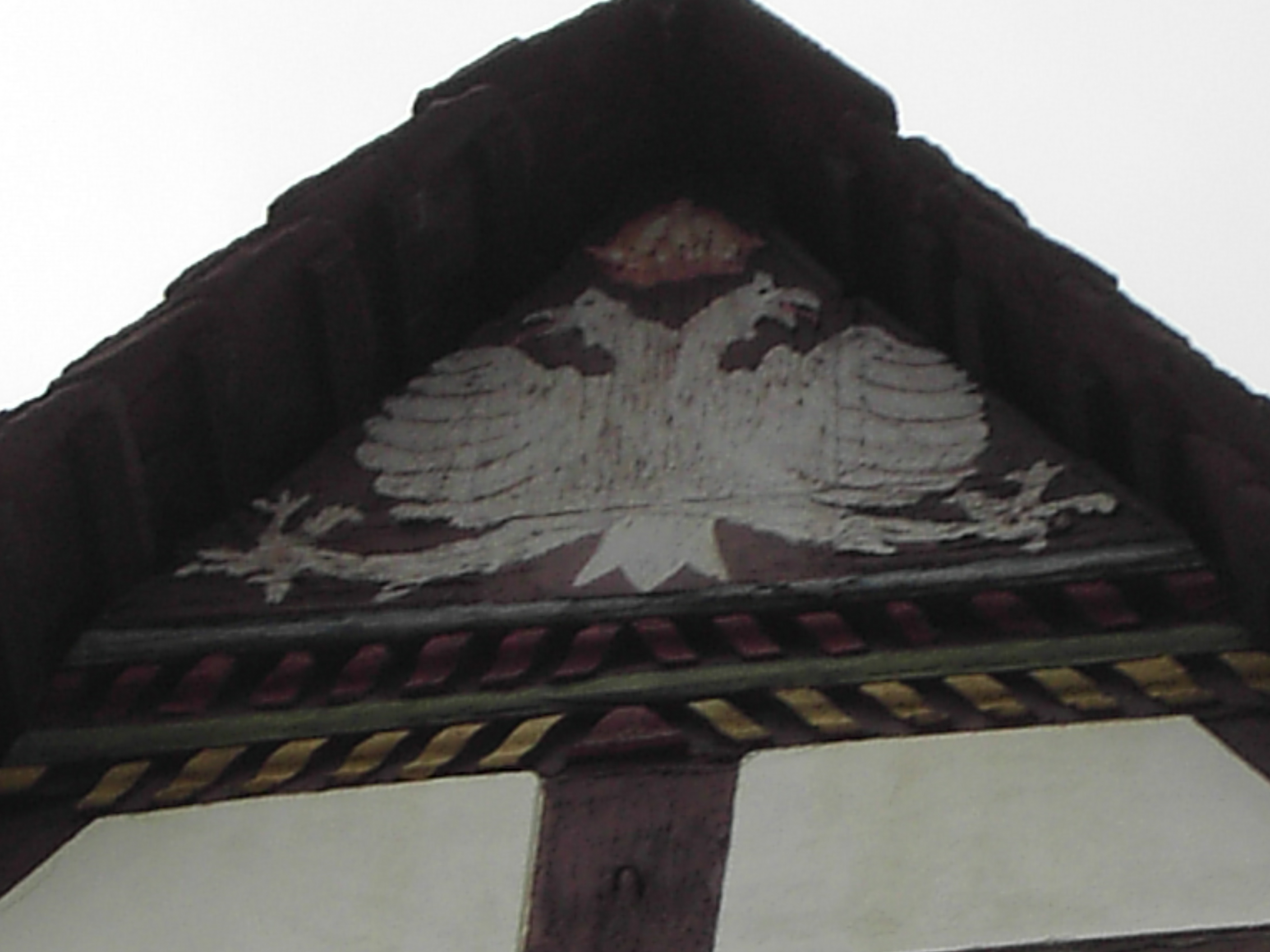
Tilly-Haus Doppeladler in der Giebelspitze 2019
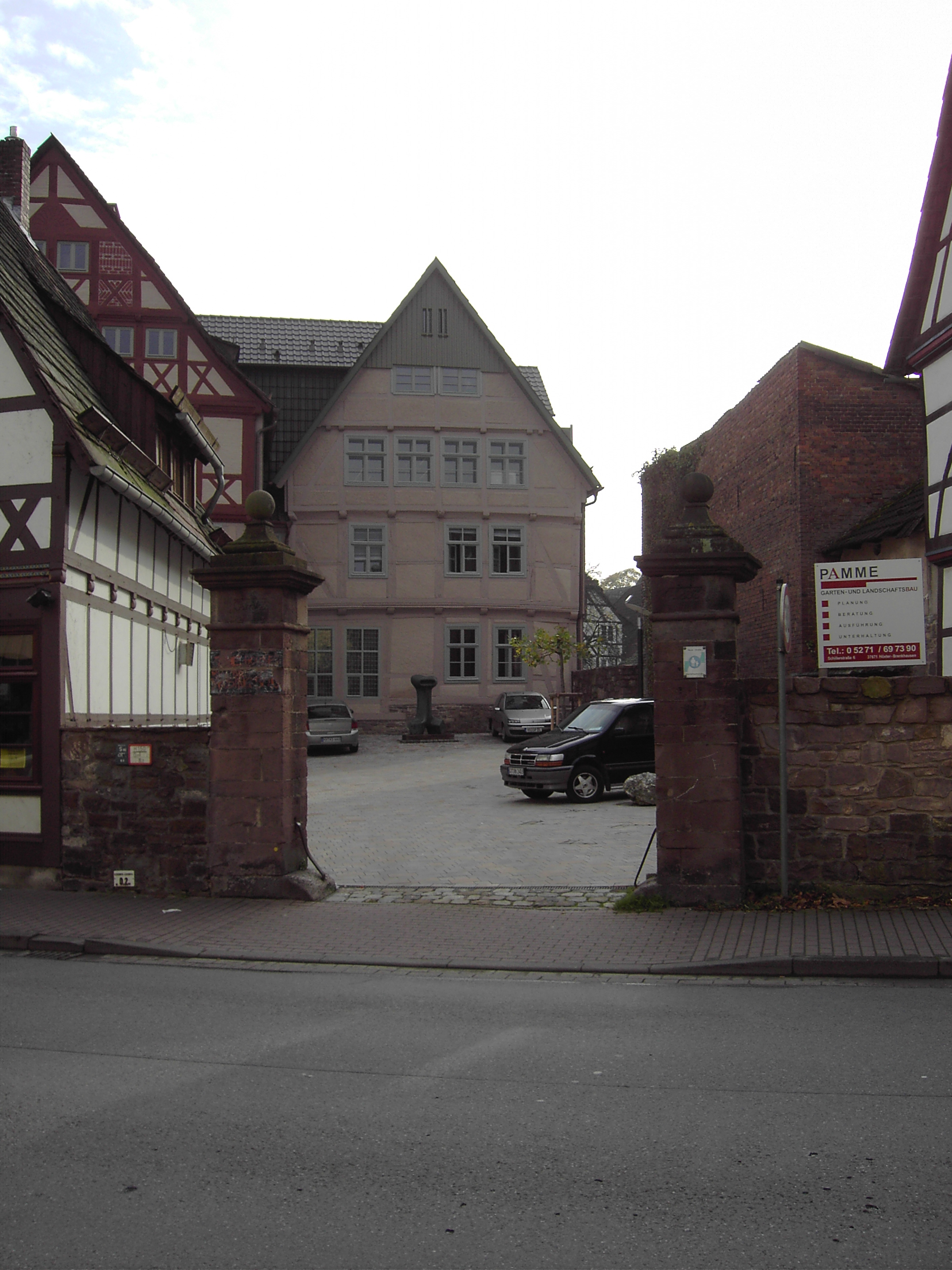
Adelshof Heisterman von Ziehlberg Hofeinfahrt 2007
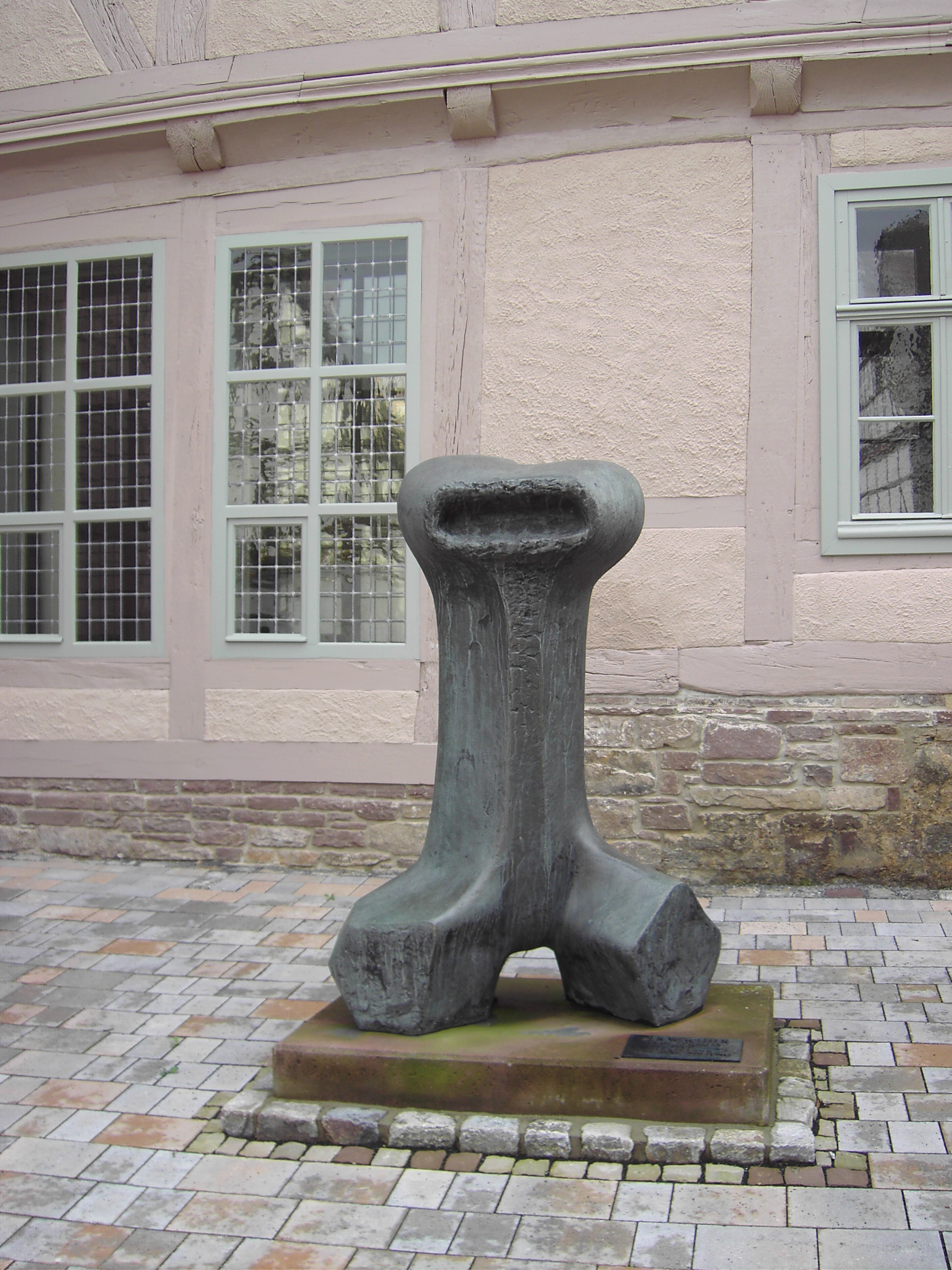
Adelshof Heisterman von Ziehlberg „Der Wächter“ von Karl J. Dierkes 1969
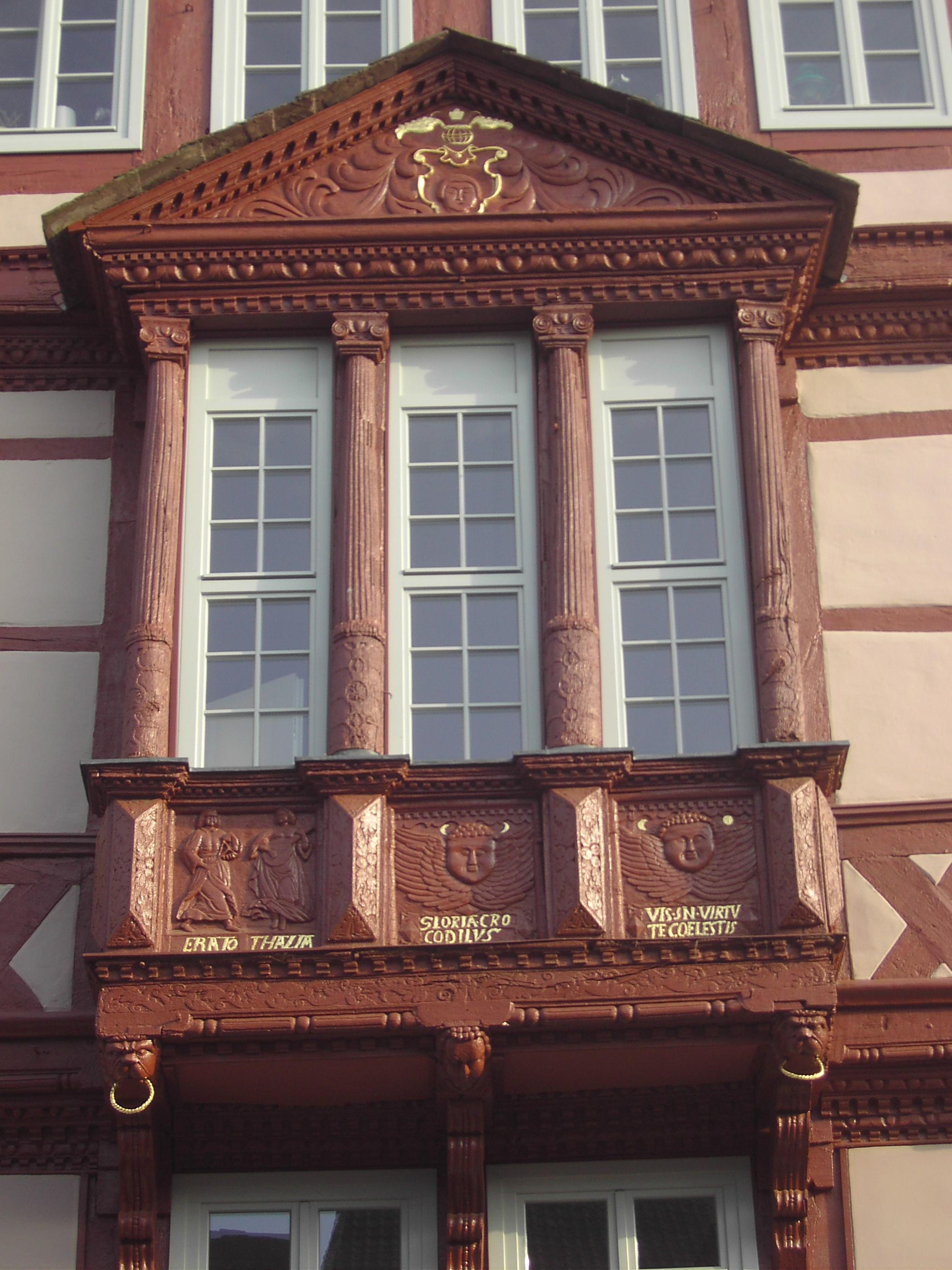
Erker mit Ornamentsschmuck und Reliefs 2023